# Ахтамар (футбольный клуб, Севан)
Футбольный клуб «Ахтама́р» (арм. Ֆուտբոլային Ակումբ „Ախթամար“ Սևան) — армянский футбольный клуб из города Севан, основанный в 1990 году.

## История
Клуб был одним из самых молодых, которые участвовали в первом первенстве чемпионата Армении по футболу, так как основан был в 1990 году. В дебютном чемпионате Армении «Ахтамар» занял 12-е (последнее) место в первом этапе розыгрыша и попал в группу за выживание финального этапа, где занял в 22-е место среди 24-х команд. Таким образом клуб вылетел в Первую лигу. Команда до конца боролась за единственную путёвку в Высшую лигу, но не хватило чуть-чуть. По итогам «Ахтамар» занял 4-е место. Однако, после последовало расформирование коллектива и клуба в целом.

## Статистика выступлений

### Крупнейшие победы и поражения
Самые крупные победы:
В чемпионате Армении:
- «Ахтамар» — «Дебед» Алаверди — 5:2 (1992 год)

Самые крупные поражения:
В чемпионате Армении:
- «Ахтамар» — «Арарат» Ереван — 0:18 (1992 год)

В кубке Армении:
- «Ахтамар» — «Котайк» Абовян — 1:8 (1992 год)

Самая результативная ничья:
В чемпионате Армении:
- «Ахтамар» — «Малатия» Ереван — 2:2 (1992 год)

Самые результативный матч:
В чемпионате Армении:
- «Ахтамар» — «Арарат» Ереван — 0:18 (1992 год)

В кубке Армении:
- «Ахтамар» — «Котайк» Абовян — 1:8 (1992 год)

### Чемпионат и Кубок Армении
| Сезон      | Лига          | Место | И  | В  | Н | П  | М     | +/- | О  | Бомбардиры            | Кубок | Примечания             |
| ---------- | ------------- | ----- | -- | -- | - | -- | ----- | --- | -- | --------------------- | ----- | ---------------------- |
| 1992       | Высшая лига   | 12    | 22 | 3  | 2 | 17 | 14-69 | -55 | 8  | Альберт Рустамян (12) | 1/16  | -                      |
| 1992       | Высшая лига   | 22    | 22 | 5  | 5 | 12 | 28-42 | -14 | 15 | Альберт Рустамян (12) | 1/16  | -                      |
| 1993       | Первая лига   | 4     | 22 | 13 | 3 | 6  | 45-18 | +27 | 29 | ?                     | 1/8   | -                      |
| 1994—н. в. | не участвовал | -     | -  | -  | - | -  | -     | -   | -  | -                     | -     | клуб был расформирован |

## Главные тренеры клуба
- Хажак Мурадян (1992)